# Харапи, Антон
Антон Харапи (алб. Anton Harapi, 5 января 1888 года, Широка, около Шкодера, Австро-Венгрия — 14 февраля 1946 года, Тирана, Албания) — деятель албанского национально-культурного просвещения, албанский писатель и публицист, католический священник, член монашеского ордена францисканцев.

## Биография
Родился 5 января 1888 года в населённом пункте Широка около Шкодера. Начальное образование получил во францисканской школе. В 1904 году Антон Харапи вступил в монашеский орден францисканцев. В феврале 1909 года принял монашеские обеты, после чего обучался в католической семинарии в Шкодере. 29 июня 1910 года был рукоположен в священника. Высшее образование получил в Риме, Вене и Зальцбурге.
Служил в различных католических приходах на севере Албании. С 1918 года служил в населённом пункте Груда, около границы с Черногорией. Здесь же начал заниматься общественной деятельностью. Был одним из авторов обращения к Парижской мирной конференции, в котором призывал оставить за Албанией округов Хоти и Груда.
В 1920—1924 годах Антон Харапи сотрудничал с Гергь Фиштой и Луидем Гуракучи, поддерживая их политическую и парламентскую деятельность. В 1925 оставил политическую деятельность, посвятив себя воспитанию желающих вступить во францисканский орден. В это же время стал публиковать философские и педагогические статьи в политико-культурном журнале «Hylli i Dritës». С 1923 по 1931 год был директором французской школы в Шкодере. В 1942 году стал главным редактором журнала «Hylli i Dritës».
После германской оккупации Албании в 1943 году управляющий оккупационной администрации Герман фон Нойбахер обратился к группе албанской интеллигенции, обучавшихся в прошлом в австрийских высших учреждениях, чтобы они помогли в организации новых административных структур. В конце 1943 года был создан так называемый «Регентский совет», представляющий четыре религиозные общины Албании. Албанские католики были представлены Антоном Харапи, который был выбран на пост председателя Регентского совета. В июне 1944 года Антон Харапи покинул пост председателя Регентского совета. После того, как германские оккупационные войска стали покидать Албанию, Герман фон Нойбахер предложил Антону Харапи покинуть Албанию и предложил ему собственный самолёт. Антон Харапи отказался от предложения и остался в Тиране.
В 1945 году Антон Харапи был арестован и приговорён военным судом 14 января 1946 года на смертную казнь за сотрудничество с оккупационными властями вместе с другими участниками Регентского совета Лефом Носи и Маликом Бей Бушати. Генеральный прокурор Мисто Треска приказал выполнить приговор и конфисковать всё имущество осуждённых. Антон Харапи был расстрелян 15 февраля 1946 года около стен городского кладбища в Тиране и похоронен в неизвестной могиле.

## Сочинения
Написал несколько работ, касавшихся культуры албанского народа, философские и педагогические сочинений, некоторые из которых были опубликованы только после его смерти.
- «Edukata ose mirerritja e femijeve» (1925)
- «Vlerë shpirtërore» (1935)
- «Andrra e prêtashit: kontribut për kulturën shqiptare» (1959)
- «Valë mbi valë» (2003)
- «Vlerë shpirtërore: kontribut për trajtimin mendor të shqiptarit» (2003)
- «Shqyptari dhe bota e tij» (2003).